# Acraeini
De Acraeini zijn een geslachtengroep van vlinders van de familie Nymphalidae uit de onderfamilie van de Heliconiinae.

## Geslachten
- Acraea Fabricius, 1807
  - = Gnesia Doubleday, 1848
  - = Hyalites Doubleday, 1848
  - = Pareba Doubleday, 1848
  - = Planema Doubleday, 1848
  - = Aphanopeltis Mabille, 1887
  - = Phanopeltis Mabille, 1887
  - = Solenites Mabille, 1887
  - = Miyana Fruhstorfer, 1914
  - = Alacria Henning, 1992
  - = Aurora Henning, 1992
  - = Auracraea Henning, 1993
- Actinote Hübner, 1819
  - = Abananote Potts, 1943
  - = Calornis Billberg, 1820
  - = Altinote Potts, 1943
- Bematistes Hemming, 1935
- Cethosia Fabricius, 1807
  - = Alazonia Hübner, 1819
  - = Eugramma Billberg, 1820
- Pardopsis Trimen, 1887
- Rubraea Henning, 1992
- Stephenia Henning, 1992
- Telchinia Hübner, 1819
- Tildia Williams & Henning, 2023